# 무슬림 가지마고메도프 (권투 선수)
무슬림 감자토비치 가지마고메도프(러시아어: Мусли́м Гамза́тович Гаджимагоме́дов, 1997년 1월 14일~)는 러시아의 권투 선수이다. 2020년 하계 올림픽 남자 헤비급에서 은메달을 획득했으며 세계 선수권 대회에서 금메달 2개를 획득했다.